# Шоміш
Шомі́ш (каз. Шөміш) — станційне селище у складі Аральського району Кизилординської області Казахстану. Входить до складу Аралкумського сільського округу.
У радянські часи селище називалось Шомиш.
Населення — 525 осіб (2021; 407 у 2009, 310 у 1999, 854 у 1989).